# Kržišče pri Čatežu
Kržišče pri Čatežu – wieś w Słowenii, w gminie Litija. W 2018 roku liczyła 14 mieszkańców.